# Grand Prix automobile de Belgique 1935

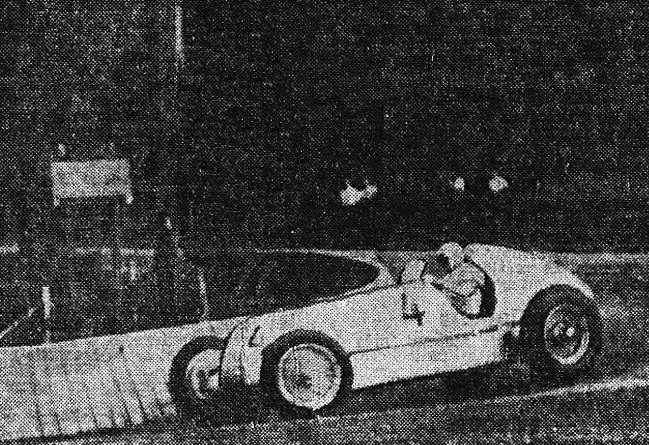
Manfred von Brauchitsch, durant la première partie de sa course.

Résultats du Grand Prix de Belgique 1935 comptant pour le Championnat d'Europe des pilotes, qui a eu lieu sur le circuit de Spa-Francorchamps le 14 juillet 1935.

## Grille de départ
| 1re ligne |                   | Pos. 1                        |                 | Pos. 2             |                          |
|           |                   | Lehoux Maserati               |                 | Dreyfus Alfa Romeo |                          |
| 2e ligne  | Pos. 3            |                               | Pos. 4          |                    | Pos. 5                   |
|           | Chiron Alfa Romeo |                               | Wimille Bugatti |                    | Caracciola Mercedes-Benz |
| 3e ligne  |                   | Pos. 6                        |                 | Pos. 7             |                          |
|           |                   | Von Brauchitsch Mercedes-Benz |                 | Taruffi Bugatti    |                          |
| 4e ligne  | Pos. 8            |                               | Pos. 9          |                    | Pos. 10                  |
|           | Sommer Alfa Romeo |                               | Benoist Bugatti |                    | Fagioli Mercedes-Benz    |

## Classement de la course
| Pos  | N° | Pilote                  | Écurie                 | châssis            | Tours | Temps/Abandon   | Grille | Points |
| ---- | -- | ----------------------- | ---------------------- | ------------------ | ----- | --------------- | ------ | ------ |
| 1    | 2  | Rudolf Caracciola       | Daimler-Benz AG        | Mercedes W25B      | 34    | 3 h 12 min 31 s | 5      | 1      |
| 2    | 6  | Luigi Fagioli           | Daimler-Benz AG        | Mercedes-Benz W25B | 34    | + 1 min 37 s    | 10     | 2      |
| 2    | 6  | Manfred von Brauchitsch | Daimler-Benz AG        | Mercedes-Benz W25B | 34    | + 1 min 37 s    | 10     | n/a    |
| 3    | 14 | Louis Chiron            | Scuderia Ferrari       | Alfa Romeo Tipo B  | 34    | + 2 min 16 s    | 3      | 3      |
| 4    | 16 | René Dreyfus            | Scuderia Ferrari       | Alfa Romeo Tipo B  | 34    | + 5 min 23 s    | 2      | 4      |
| 4    | 16 | Attilio Marinoni        | Scuderia Ferrari       | Alfa Romeo Tipo B  | 34    | + 5 min 23 s    | 2      | n/a    |
| 5    | 8  | Robert Benoist          | Bugatti                | Bugatti T59        | 31    | + 3 tours       | 9      | 4      |
| 6    | 12 | Piero Taruffi           | Bugatti                | Bugatti T59        | 31    | + 3 tours       | 7      | 4      |
| 7    | 20 | Marcel Lehoux           | Scuderia Villapadierna | Maserati 8CM       | 31    | + 3 tours       | 1      | 4      |
| Abd. | 4  | Manfred von Brauchitsch | Daimler-Benz AG        | Mercedes-Benz W25B | 15    | Moteur          | 6      | 6      |
| Abd. | 18 | Raymond Sommer          | Privé                  | Alfa Romeo Tipo B  | 7     | Panne mécanique | 8      | 7      |
| Abd. | 18 | Jean-Pierre Wimille     | Bugatti                | Bugatti T59        | 7     | Moteur          | 4      | 7      |

- Légende: Abd.=Abandon

## Pole position & Record du tour
- Pole Position : Marcel Lehoux
- Tour le plus rapide : Manfred von Brauchitsch en 5 min 23 s .